# Grobowiec Dwóch Braci
Grobowiec Dwóch Braci – egipski grobowiec datowany na ok. 1850 r. p.n.e. (okres panowania XII dynastii), odkryty w 1907 roku przez Williama Flindersa Petriego i Ernesta Mackaya w Deir Rifeh. W grobowcu odkryto mumie Chnum-nachta i Nacht-ancha, dwa posągi, modele drewnianych łódek oraz naczynia ceramiczne. Inskrypcje zawarte na trumnach wskazują, że Nacht-anch i Chnum-nacht byli rodzeństwem; ich matką była kobieta o imieniu Chnum-aa, a nieznany z imienia ojciec pracował jako urzędnik państwowy. Według innych źródeł bracia mieli dwóch różnych ojców, a Nacht-anch mógł być adoptowany.

## Badania oraz opisy mumii
W 1907 roku mumie zostały przetransportowane do Wielkiej Brytanii, w lipcu tegoż roku były one wystawione na University College London, następnie stały się częścią zbiorów Manchester Museum.
4 maja 1908 roku czasopismo Manchester Evening Chronicle poinformowało o oficjalnym rozwinięciu mumii Chnum-nachta, które miało miejsce dwa dni później. Wydarzenie to spotkało się z krytyką części opinii publicznej, która uznała je za akt profanacji. 7 maja amerykański dziennik The Daily Dispatch opisał dane wydarzenie, następnego dnia w dzienniku Manchester Courier opisano wygląd dobrze zachowanej czaszki zmarłego.
Mumia Chnum-nachta była źle zachowana, według badań zmarły miał kilka wad wrodzonych: stopę końsko-szpotawą oraz zrośnięte zęby, a także cierpiał na zapalenie stawów. Zgodnie z inskrypcjami Chnum-nacht pełnił posługę kapłańską. Natomiast w lepszym stanie znalazły się szczątki Necht-ancha; ten miał przeżyć około 60 lat oraz chorować na zapalenie opłucnej, a przyczyną jego śmierci miała być pylica płuc.
W latach 70. czaszki zmarłych zostały poddane badaniom radiologicznym, które wykazały różnice anatomiczne między braćmi; według nich matka miała dwóch mężów, jeden z nich – ojciec Chnum-nachta – był pochodzenia nubijskiego. Przeprowadzono także rekonstrukcję głów zmarłych.